# Xinjin
Xinjin léase Pu-Chiáng (en chino simplificado, 新津区; pinyin, Xīnjīn qū) es un distrito urbano bajo la administración directa de la Subprovincia de Chengdu, capital provincial de Sichuan. El condado yace en la parte occidental de la Llanura de Chengdu en una altitud promedio de 330 m s. n. m. Su área total es de 580 km² y su población para 2014 fue más de 300 mil habitantes.
El 19 de junio de 2020, con la aprobación del Consejo de Estado, se revocó el condado de Xinjin y se estableció el distrito de Xinjin de Chengdu.

## Administración
El distrito de Xinjin se divide en 8 pueblos que se administran en 4 subdistritos y 4 poblados.